# ویکتور نمکوف
ویکتور نمکوف (روسی: Виктор Александрович Немков؛ زادهٔ ۱۹۸۷) جودوکار، سامبوکار، ورزشکار هنرهای رزمی ترکیبی و جودو اهل قزاقستان است.